# 1403

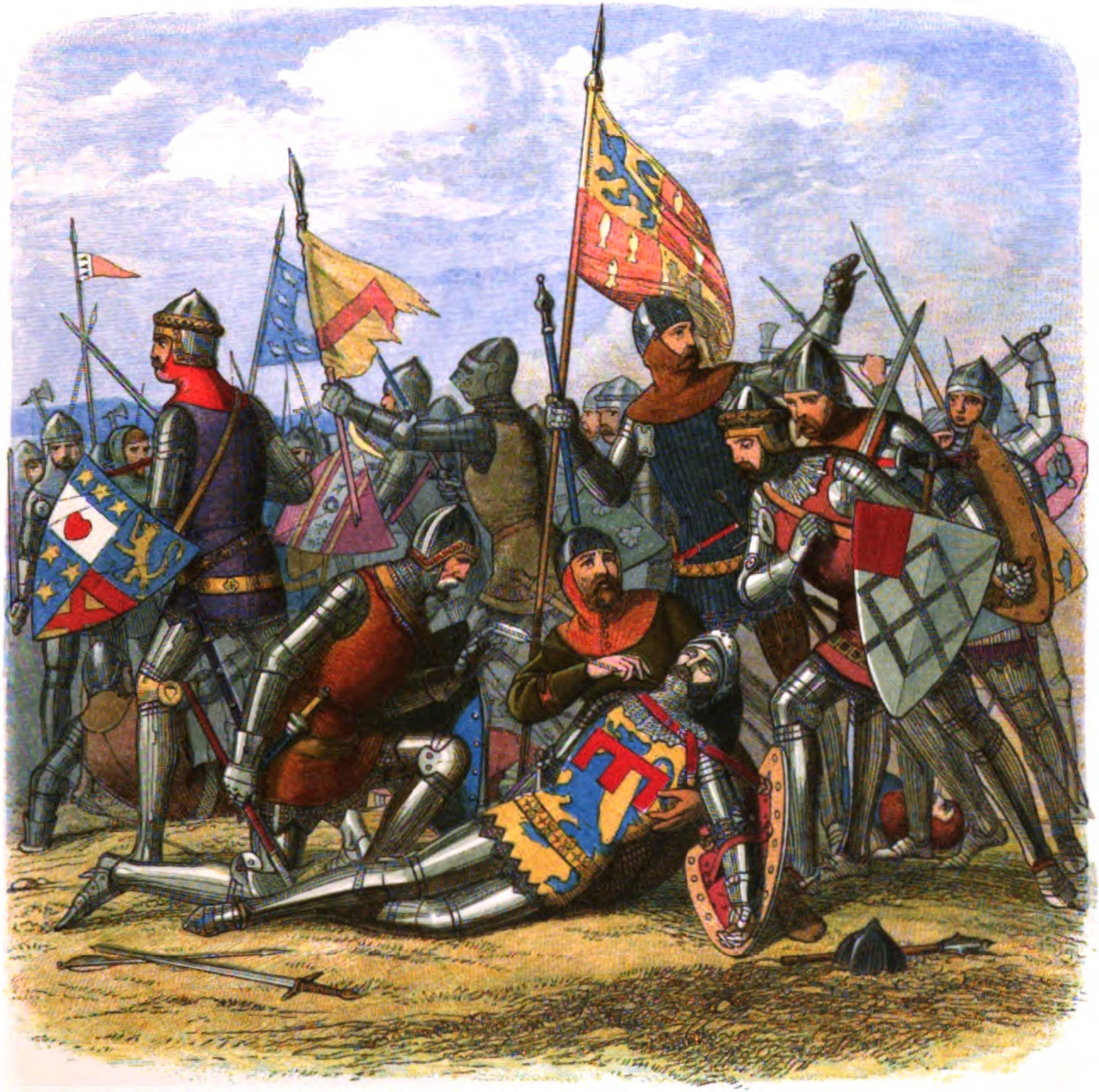
Henry Percy (Hotspur) is dood, zijn schildknaap trekt de pijl uit zijn mond

Het jaar 1403 is het 3e jaar in de 15e eeuw volgens de christelijke jaartelling.

## Gebeurtenissen
februari
- 7 - Hendrik IV van Engeland trouwt met Johanna van Navarra.

mei
- 1 - De graaf van Holland, Albrecht van Beieren, verleent eeuwigdurend tolrecht aan de stad Muiden.

juli
- 21 - Slag bij Shrewsbury: Hendrik IV van Engeland verslaat de opstandige Henry Percy, die sneuvelt.

augustus
- 1 - Engelbrecht I van Nassau-Siegen trouwt met Johanna van Polanen, en erft daardoor de bezittingen van het huis Van Polanen, waaronder de Baronie van Breda. Begin van de aanwezigheid van het huis Nassau in de Nederlanden.

november
- 17 - Theodoor II van Monferrato trouwt met Margaretha van Savoye

zonder datum
- Keizer Yongle verplaatst zijn hoofdstad van Nanjing naar Beijing.
- Yongle geeft opdracht tot het bouwen van een grote vloot, die later zal worden gebruikt voor de reizen van Zheng He.
- Het Vorstendom Bayreuth wordt verdeeld in het Oberland onder Johan III en het Unterland onder zijn broer Frederik VI.
- Alt-Katzenelnbogen en Neu-Katzenelnbogen worden herenigd tot het graafschap Katzenelnbogen.
- Brouwershaven krijgt stadsrechten.
- Klooster Sibculo wordt gesticht.
- Het Sint-Agathaklooster in Delft wordt gesticht.
- Het Sint-Hieronymusdal in Delft wordt gesticht.

## Kunst en literatuur
- Coluccio Salutati: Invectiva

## Opvolging
- Henneberg-Römhild - Herman IV opgevolgd door Frederik I
- Oels - Koenraad II de Grijze opgevolgd door zijn zoon Koenraad III de Oude
- Sagan - Hedwig van Legnica opgevolgd door haar neven Jan I, Hendrik IX de Oude, Hendrik X Rumpold en Waclaw van Krosno
- Stolp - Barnim V opgevolgd door Bogislaw VIII
- Zeta - Đurađ II opgevolgd door Balša III

## Afbeeldingen

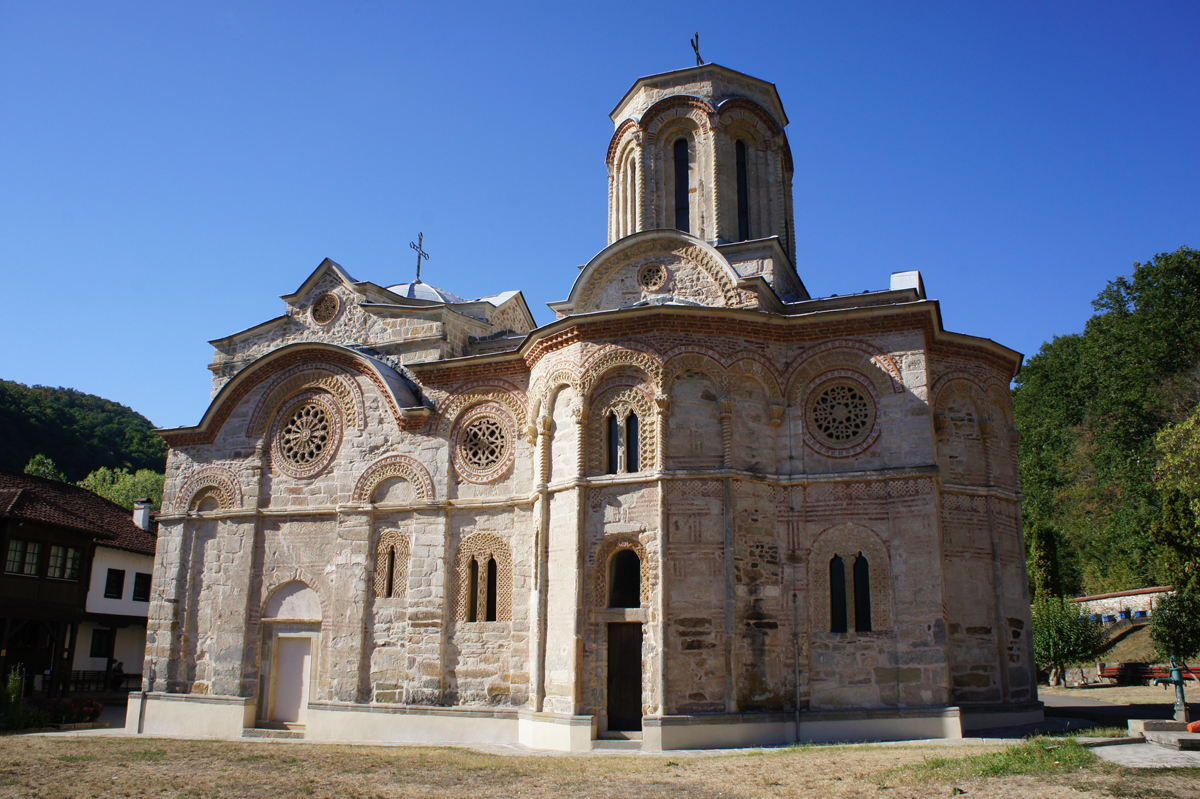
Klooster Ljubostinja, bouw voltooid 1403
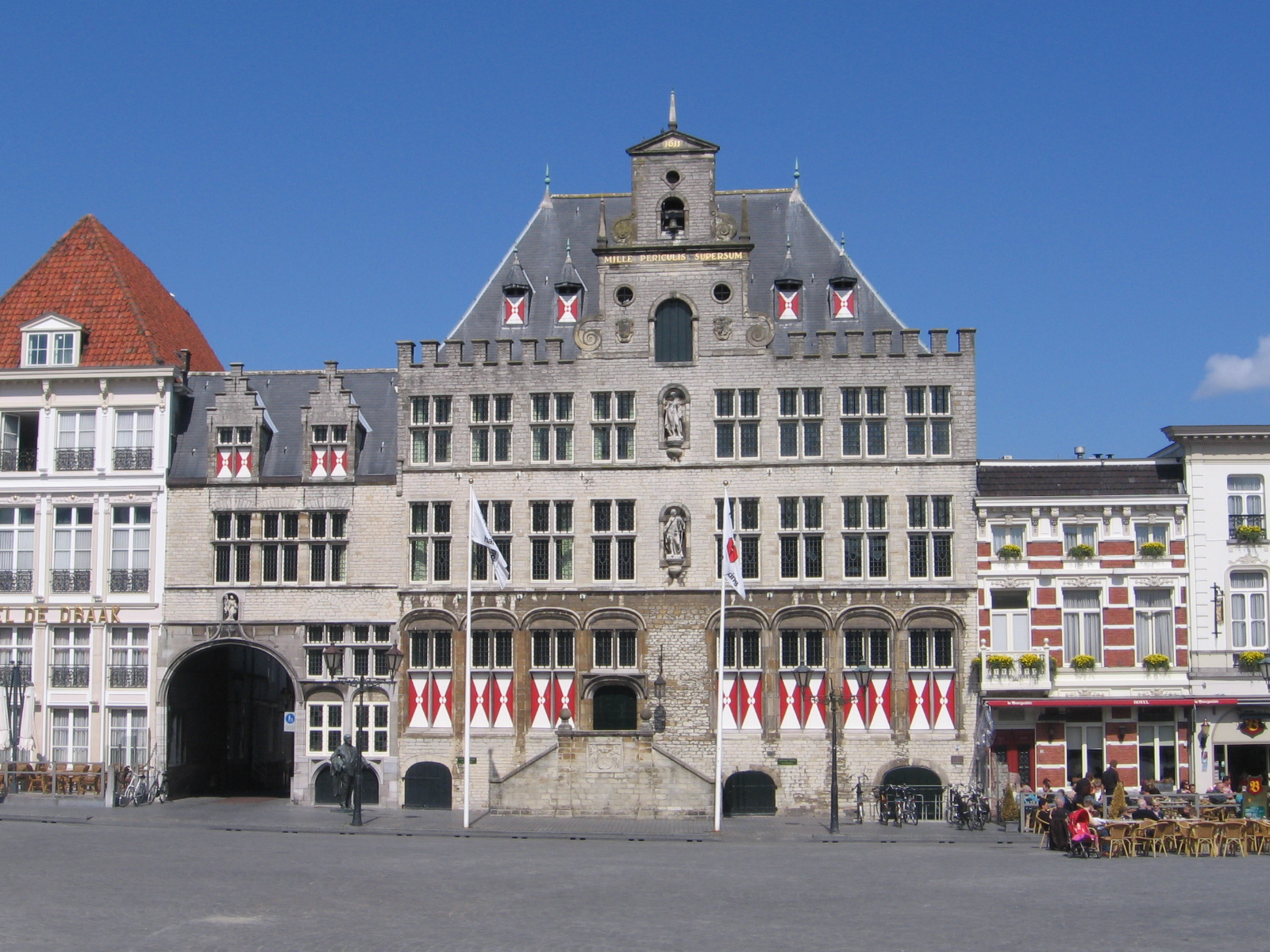
Stadhuis van Bergen op Zoom, voltooid 1403

## Geboren
- 2 januari - Basilios Bessarion, Byzantijns geleerde en aartsbisschop
- 22 februari - Karel VII, koning van Frankrijk (1422-1461)
- 11 juni - Jan IV, hertog van Brabant en Limburg (1415-1427)
- 1 september - Lodewijk VIII, hertog van Beieren-Ingolstadt
- 25 september - Lodewijk III van Anjou, Frans edelman, titulair koning van Napels
- Catharina, Castiliaans prinses
- Elisabeth van Hohenzollern, Duits edelvrouw
- Filippo Calandrini, Italiaans kardinaal
- Guillaume d’Estouteville, Frans kardinaal

## Overleden
- 21 maart - Jan I de Baenst, Vlaams staatsman
- 10 mei - Katherine Swynford, echtgenote van Jan van Gent
- 10 juni - Koenraad II de Grijze, Silezisch edelman
- 21 juli - Henry Percy (39), Engels edelman
- 3 november - Radulf van der Beeke, Brabants geestelijke en letterkundige
- Albrecht van Schaumburg, Duits edelman
- Edmund Stafford (~25), Engels edelman
- Isabella van Majorca (~66), titulair koningin van Majorca
- Koenraad VII van Grüningen, Duits edelman
- Thomas Percy (~60), Engels edelman